# Gymnopsyra bupalpa
Gymnopsyra bupalpa är en skalbaggsart som beskrevs av Chemsak 1991. Gymnopsyra bupalpa ingår i släktet Gymnopsyra och familjen långhorningar. Inga underarter finns listade i Catalogue of Life.